# 北原糸子
北原 糸子（きたはら いとこ、1939年10月29日 - ）は、日本の歴史学者。歴史地震研究会前会長。日本の災害史研究が専門。

## 人物・来歴
山梨県生まれ。1960年安保闘争の中でのちの夫と出会う。1962年津田塾大学学芸学部英文科卒。1971年東京教育大学大学院文学研究科日本史専攻修士課程修了。99年「都市と貧困の社会史 江戸から東京へ」で成城大学より博士（文学）の学位を取得。主婦をしながら大学非常勤講師。営団地下鉄遺跡調査会、神奈川大学歴史民俗資料学研究科特任教授、立命館大学歴史都市防災研究センター教授、2010年特別招聘教授。国立歴史民俗博物館客員教授、2014年退任。第30回南方熊楠賞受賞。

## 著書
- 『安政大地震と民衆 地震の社会史』三一書房、1983年。
  - 『地震の社会史 安政大地震と民衆』講談社学術文庫、2000年。ISBN 4061594427
  - 『地震の社会史 安政大地震と民衆』吉川弘文館 読みなおす日本史、2013年。ISBN　9784642063920
- 『都市と貧困の社会史 江戸から東京へ』吉川弘文館、1995年。オンデマンド版　2022年　ISBN　9784642733236
- 『磐梯山噴火 災異から災害の科学へ』吉川弘文館 ニューヒストリー近代日本、1998年。ISBN　9784642037020
- 『江戸城外堀物語』ちくま新書、1999年。
  - 『江戸の城づくり 都市インフラはこうして築かれた』ちくま学芸文庫
- 『災害ジャーナリズム むかし編』歴史民俗博物館振興会 歴博ブックレット、2001年。
- 『近世災害情報論』塙書房、2003年。
- 『関東大震災の社会史』朝日選書、2011年。
- 『メディア環境の近代化 災害写真を中心に』御茶の水書房 神奈川大学評論ブックレット、2012年。
- 『津波災害と近代日本』吉川弘文館、2014年。ISBN　9784642038324
- 『日本震災史 復旧から復興への歩み』ちくま新書、2016年。

### 編著
- 『日本災害史』吉川弘文館、2006年。ISBN	9784642079686
- 『関東大震災 写真集』吉川弘文館、2010年。 ISBN　	9784642037945

### 共編著
- 木下直之共編『幕末明治ニュース事始め 人は何を知りたがるのか 東京大学社会情報研究所コレクション』中日新聞社、2001年。
- 赤羽貞幸共編著『善光寺地震に学ぶ』信濃毎日新聞社、2003年。
- 松浦律子、木村玲欧共編『日本歴史災害事典』吉川弘文館、2012年。ISBN　9784642014687

### 翻訳
- マイケル・バークン（英語版）『災害と千年王国』新評論、1985年。